# نایل (واشینگتن)
نایل (به انگلیسی: Nile) یک منطقهٔ مسکونی در ایالات متحده آمریکا است که در شهرستان یاکیما، واشینگتن واقع شده‌است. نایل ۶۱۱ متر بالاتر از سطح دریا واقع شده‌است.